# Торрелио Вилья, Сельсо
Сельсо Торрелио Вилья (исп.  Celso Torrelio Villa; 3 июня 1933, Падилья, департамент Чукисака, Боливия — 23 апреля 1999, Ла-Пас, Боливия) — боливийский политический и военный деятель. Генерал, президент Боливии в 1981—1982 годах. Возглавлял военный режим в период глубокого экономического и политического кризиса, осложнявшегося международной изоляцией страны.

## Биография

### Военная карьера
Родился 3 июня 1933 в Падилье (департамент Чукисака) на юге Боливии в семье Анибаля Торрелио и его жены Эстефании Вильи. Окончил военн0-сухопутное училище и в 1955 году начал службу в сухопутных частях боливийской армии в чине младшего лейтенанта. Проходил курсы повышения квалификации, был начальником школы унтер-офицеров пехоты, начальником командно-штабной школы военного училища, начальником штаба V дивизии, начальником одного из отделов Генерального штаба армии Боливии. В 1976 году получил звание полковника.
Пользовался протекцией генерала Луиса Гарсиа Меса. 21 октября 1980 года полковник Сельсо Террелио был назначен министром внутренних дел, миграции и юстиции Боливии после вынужденной отставки полковника Луиса Арсе Гомеса. В декабре 1980 года ему было присвоено звание бригадного генерала. 9 января 1981 года, несмотря на сопротивление армейского командования, президент Гарсиа Меса назначил его командующим сухопутными войсками и 25 февраля 1981 тот оставил пост министра. В июле 1981 года получил звание дивизионного генерала.

### Правление
3 августа 1981 генералы Альберто Натуш и Луис Асеро подняли мятеж в Санта-Крусе, что привело к отставке президента Луиса Гарсиа Месы и передаче власти в Ла-Пасе в руки хунты трёх родов войск во главе с Сельсо Торрелио (в состав также вошли командующий ВВС Вальдо Берналь Перейра и командующий ВМС контр-адмирал Оскар Паммо Родригес). Сложившееся двоевластие удалось устранить в ходе переговоров с провозгласившим себя президентом генералом Натушем, и 4 сентября 1981 хунта назначила Сельсо Террелио полноправным президентом Боливии. Ввёл плавающий курс боливийского песо, положивший начало процессу гиперинфляции. Пытаясь обрести поддержку в стране и прорвать международную изоляцию, заявил о проведении в начале 1983 выборов в Учредительную ассамблею, однако это вызвало негативную реакцию столичного гарнизона и некоторых армейских частей. Принял меры по расширению гражданских и профсоюзных свобод и разрешил возвращение политических эмигрантов. 6 мая 1982 на встрече армейского командования было решено отменить комендантский час.
19 июля 1982 в условиях углубляющегося кризиса объявил о передаче власти бригадному генералу Гидо Вильдосо Кальдерону.
После отставки отошёл от политики и проживал как частное лицо. Скончался 23 апреля 1999 в Ла-Пасе.

## Комментарии
1. ↑  В русскоязычной литературе встречаются два типа написания: Торрелио и Торрельо. Более правильным представляется написание Торрелио, так как в испанском написании присутствует буквосочетание lio, в то время как мягкая Л выражается сочетанием LL.